# 杰茜卡·汉森
杰茜卡·汉森（英語：Jessica Hansen，1995年6月30日—）是一名澳大利亚女子游泳运动员，主攻蛙泳，曾就读于迪肯大學。她的妹妹Georgia是一名田径选手。杰茜卡童年时曾不慎从船上跌入水里，此事之后，她的父母将她送入游泳班去练习游泳。2016年，她在加拿大温莎举办的世界短池游泳锦标赛上完成了个人的国际大赛首秀。